# ココロノコンパス
「ココロノコンパス」は、日本の男性シンガーソングライター・槇原敬之の34枚目のシングル。2005年11月2日発売。発売元は東芝EMI（現：ユニバーサルミュージック）。

## 解説
テレビ朝日系ドラマ『女刑事みずき〜京都洛西署物語〜（1st SEASON）』主題歌。ドラマ主題歌は「僕が一番欲しかったもの」以来1年4か月ぶり。2015年9月28日から、同じくテレビ朝日の『じゅん散歩』の初代オープニングテーマとして11月20日放送分まで使用された。カップリング曲「ゥンチャカ」は日本テレビ“GO! SHIODOME ジャンボリー ゥンチャカ♪”イベントテーマソング。2006年コンサートツアー"LIVE IN DOWNTOWN"で歌唱時は振付があり、観客に振りを指導する場面があった。CD EXTRA仕様で、ジャケットのスクリーンセーバーやペーパークラフト素材が入っていた。

## 収録曲
作詞・作曲・編曲：槇原敬之
1. ココロノコンパス
2. ゥンチャカ
3. ココロノコンパス [Backing Track]
4. ゥンチャカ [Backing Track]